# Садове (Багратіоновський район)
Садове (рос. Садовое) — селище Багратіоновського району, Калінінградської області Росії. Входить до складу Нівенського сільського поселення.
Населення —  53 особи (2015 рік). 